# Éditions Place des Victoires
 (février 2025).
Les Éditions Place des Victoires sont une maison d'édition parisienne, spécialiste en livres d'art.